# Нуль функции

Нули косинуса на интервале [-2π,2π] (красные точки)

Нуль функции в математике — элемент из области определения функции, в котором она принимает нулевое значение. Например, для функции {\displaystyle f}, заданной формулой
{\displaystyle f(x)=x^{2}-6x+9\,.}
{\displaystyle x=3} является нулём, поскольку
{\displaystyle f(3)=3^{2}-6\cdot 3+9=0}.
Понятие нулей функции можно рассматривать для любых функций, область значений которых содержит нуль или нулевой элемент соответствующей алгебраической структуры.
Для функции действительного переменного {\displaystyle f:\mathbb {R} \to \mathbb {R} } нулями являются значения, в которых график функции пересекает ось абсцисс.
Нахождение нулей функции часто требует использования численных методов (к примеру, метод Ньютона, градиентные методы). 
Одной из нерешённых математических проблем является доказательство гипотезы о том, что все нули дзета-функции Римана лежат на двух прямых {\displaystyle \operatorname {Im} s=0} и {\displaystyle \operatorname {Re} s={\dfrac {1}{2}}}.

## Корень многочлена

### Основная теорема алгебры
Основная теорема алгебры утверждает, что каждый многочлен степени n имеет n комплексных корней, с учётом их кратности. У кубического уравнения, как показано выше, всегда три комплексных корня, с учётом кратности. Все мнимые корни многочлена, если они есть, всегда входят сопряжёнными парами, только если все коэффициенты многочлена вещественны. Каждый многочлен нечётной степени с вещественными коэффициентами имеет по крайней мере один действительный корень. Связь между корнями многочлена и его коэффициентами устанавливает теорема Виета.

## Комплексный анализ
Простой нуль голоморфной в некоторой области {\displaystyle G\subset \mathbb {C} } функции {\displaystyle f} — точка {\displaystyle z_{0}\in G}, в некоторой окрестности которой справедливо представление {\displaystyle f(z)=(z-z_{0})g(z)}, где {\displaystyle g} голоморфна в {\displaystyle z_{0}} и не обращается в этой точке в нуль.
Нуль порядка {\displaystyle k} голоморфной в некоторой области {\displaystyle G\subset \mathbb {C} } функции {\displaystyle f} — точка {\displaystyle z_{0}\in G}, в некоторой окрестности которой справедливо представление {\displaystyle f(z)=(z-z_{0})^{k}g(z)}, где {\displaystyle g} голоморфна в {\displaystyle z_{0}} и не обращается в этой точке в нуль.
Нули голоморфной функции изолированы.
Другие специфические свойства нулей комплексных функций выражаются в различных теоремах: 
- теорема Руше,
- теорема Мардена,
- Теорема Гаусса — Люка